# David Prain
Sir David Prain (11. července 1857 Fettercairn, Kincardineshire – 16. března 1944 Whyteleafe, Surrey) byl skotský botanik.

## Život a kariéra
Prain studoval na univerzitě v Aberdeenu. V letech 1887–1889 byl kustodem herbáře v Kalkatě.
Mezi lety 1905 až 1922 byl ředitelem Královských botanických zahrad v Kew. Roku 1935 obdržel Linného medaili od Linnean Society of London.
Prain byl vydavatelem Curtisova botanického magazínu (čísel 133 až 146 v letech 1907 až 1920) a Hooker's Icones Plantarum (čísel 28 až 30 v letech 1905 až 1994).
Byl po něm pojmenován rostlinný rod Prainea King ex Hook. f.

## Dílo
- Bengal Plants, 1903